# Ligang, Jiangsu
Ligang (kinesiska: 利港镇) är en köpinghuvudort i Kina. Den ligger i provinsen Jiangsu, i den östra delen av landet, omkring 120 kilometer öster om provinshuvudstaden Nanjing. Antalet invånare är 65 403. Befolkningen består av 31 152 kvinnor och 34 251 män. Barn under 15 år utgör 10,0 %, vuxna 15-64 år 78 %, och äldre över 65 år 10,0 %.
Runt Ligang är det tätbefolkat, med 982 invånare per kvadratkilometer. Närmaste större samhälle är Chunjiang, 9,0 km väster om Ligang. Trakten runt Ligang består till största delen av jordbruksmark.
Genomsnittlig årsnederbörd är 1 390 millimeter. Den regnigaste månaden är juli, med i genomsnitt 250 mm nederbörd, och den torraste är januari, med 38 mm nederbörd.